# Stef Bos

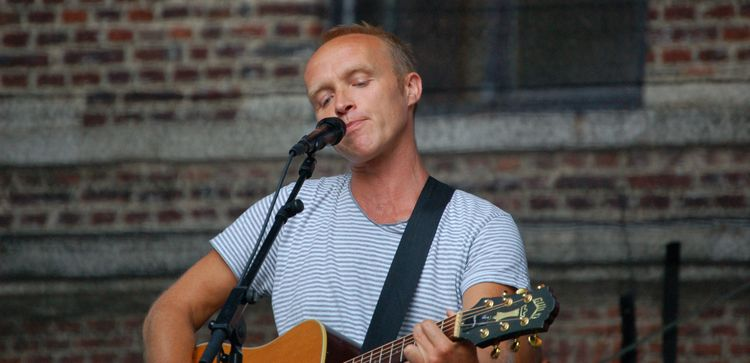
Stef Bos bei einem Live-Auftritt

Stef Bos (* 12. Juli 1961 in Veenendaal, Niederlande) ist ein niederländischer Sänger, Liedermacher und Schauspieler.

## Leben
Stef Bos wurde im niederländischen Veenendaal geboren und wuchs auch dort auf. 1979 zog er nach Utrecht, um dort ein Lehramtsstudium aufzunehmen. Nach Abschluss des Studiums zog er 1984 nach Antwerpen und begann dort eine Schauspielausbildung am Studio Herman Teirlinck, die er 1988 erfolgreich beendete. Anschließend spielte er am Theater Oud Huis Stekelbees in Gent, schrieb verschiedene Lieder für andere Künstler – zum Beispiel mit Clouseau und Ingeborg Sergeant – und war Autor für die satirische Radiosendung de Ochtendploeg des Belgischen Senders BRT. Seit 1990 konzentriert sich seine Arbeit auf das Schreiben und Produzieren eigener Lieder. In den Niederlanden und in Belgien wurde er vor allem 1991 bekannt durch den Song Papa.

## Diskografie

### Alben
| Jahr | Titel                                 | Höchstplatzierung, Gesamtwochen, AuszeichnungChartsChartplatzierungen (Jahr, Titel, Platzierungen, Wochen, Auszeichnungen, Anmerkungen) | Anmerkungen                                                     |
| Jahr | Titel                                 | NL | Anmerkungen                                                     |
| ---- | ------------------------------------- | --- | --------------------------------------------------------------- |
| 1990 | Is dit nu later                       | NL35 (15 Wo.)NL | Erstveröffentlichung: 16. März 1990                             |
| 1992 | Tussen de liefde en de leegte         | NL74 (3 Wo.)NL | Erstveröffentlichung: 30. Oktober 1992                          |
| 1994 | Vuur                                  | NL31 (10 Wo.)NL | Erstveröffentlichung: 4. Februar 1994                           |
| 1995 | Schaduw in de nacht                   | NL63 (6 Wo.)NL | Erstveröffentlichung: 10. November 1995                         |
| 1997 | De onderstroom                        | NL30 (8 Wo.)NL | Erstveröffentlichung: 10. Oktober 1997                          |
| 1999 | Zien                                  | NL50 (8 Wo.)NL | Erstveröffentlichung: 17. September 1999                        |
| 2000 | Noord & zuid - Het beste van Stef Bos | NL98 (1 Wo.)NL | Erstveröffentlichung: 17. November 2000                         |
| 2001 | Van Mpumalanga tot die Kaap           | NL88 (2 Wo.)NL | Erstveröffentlichung: 16. November 2001                         |
| 2003 | Donker en licht                       | NL15 (13 Wo.)NL | Erstveröffentlichung: 19. Mai 2003                              |
| 2005 | Ruimtevaarder                         | NL49 (16 Wo.)NL | Erstveröffentlichung: 30. September 2005                        |
| 2009 | In een ander licht                    | NL24 Gold · (16 Wo.)NL | Erstveröffentlichung: 30. Oktober 2009 mit Het Metropole Orkest |
| 2010 | Kloofstraat                           | NL19 (12 Wo.)NL |                                                                 |
| 2010 | 20 jaar - Dit is nu later!            | NL13 (30 Wo.)NL | Erstveröffentlichung: 3. Dezember 2010                          |
| 2011 | Minder meer                           | NL29 (7 Wo.)NL | Erstveröffentlichung: 7. Oktober 2011                           |
| 2014 | Mooie waanzinnnige wereld             | NL18 (20 Wo.)NL | Erstveröffentlichung: 26. September 2014                        |
| 2015 | Kaalvoet                              | NL59 (5 Wo.)NL |                                                                 |
| 2016 | Een sprong in de tijd                 | NL29 (16 Wo.)NL | Erstveröffentlichung: 8. Januar 2016                            |
| 2018 | Kern                                  | NL35 (5 Wo.)NL | Erstveröffentlichung: 12. Januar 2018                           |
| 2020 | Tijd om te gaan leven                 | NL39 (5 Wo.)NL | Erstveröffentlichung: 31. Januar 2020                           |
| 2023 | Bitterlief                            | NL53 (2 Wo.)NL | Erstveröffentlichung: 21. März 2023                             |
| 2025 | Kaartenhuis                           | NL76 (… Wo.)NL | Erstveröffentlichung: 9. Mai 2025                               |

Weitere Alben
- 1998: Stad en land (live)
- 2000: Beste van Bos (South Africa)
- 2003: Jy vir my
- 2007: Storm
- 2019: Ridder van Toledo

### Singles
| Jahr | Titel Album       | Höchstplatzierung, Gesamtwochen, AuszeichnungChartsChartplatzierungen (Jahr, Titel, Album, Platzierungen, Wochen, Auszeichnungen, Anmerkungen) | Anmerkungen |
| Jahr | Titel Album       | NL | Anmerkungen |
| ---- | ----------------- | --- | ----------- |
| 1991 | Papa –            | NL8 (8 Wo.)NL |             |
| 1991 | Breek de stilte – | NL31 (8 Wo.)NL | Stef & Bob  |

Weitere Singles
- 1990: Is dit nu later
- 1990: Gek zijn is gezond
- 1991: Laat vandaag een dag zijn
- 1991: Wat een wonder
- 1992: Jij bent voor mij
- 1993: De radio
- 1993: Awuwa (Zij wil dansen)
- 1994: Vuur/Pepermunt
- 1994: Hilton Barcelona
- 1995: Twee mannen zo stil
- 1995: Vrouwen aan de macht
- 1996: Schaduw in de Nacht
- 1996: Two of a Kind
- 1996: Onder in mijn whiskeyglas
- 1997: De dag zal komen
- 1997: De tovenaar
- 1999: Papa (live)
- 1999: Ik geloof in jou
- 1999: Niets te verliezen
- 2000: Ginette
- 2000: Kind van de vijand
- 2000: Suikerbossie
- 2003: Ik mis jou
- 2003: Engjelushe
- 2004: Zij weet
- 2005: Ruimtevaarder
- 2009: In een ander licht
- 2010: Kloofstraat